# Vasos rectos
En el suministro de sangre a los riñones, los vasa recta renis (o  vasos rectos del riñón) forman una serie de capilares rectos (vasa recta renis está en Latín) en la médula renal. Se sitúan en paralelo al asa de Henle.
Estos vasos se ramifican a partir de la arteriola eferente de las nefronas yuxtamedulares (las nefronas más cercanas a la médula), se introducen en la médula renal y rodean el asa de Henle.

## Histología
En cortes histológicos, los vasa recta se distinguen de los túbulos del asa de Henle por la presencia de sangre.

## Función
Cada vasa recta forma un bucle en la médula que corre en paralelo al asa de Henle, y transporta sangre a una velocidad muy lenta, dos factores fundamentales para el mantenimiento del mecanismo multiplicador en contracorriente que previene la desaparición del gradiente de concentración existente en la médula renal.
Como ocurre con todos los tejidos, la médula renal necesita aporte sanguíneo para proveer oxígeno y nutrientes, y retirar los productos de desecho del metabolismo. Pero además, la médula necesita un sistema de vasos peritubulares que retiren el exceso de agua y solutos extraídos por los túbulos renales. Los vasa recta realizan estas funciones sin alterar la hipertonicidad del intersticio medular, lo que podría ocurrir si la médula tuviera una red de capilares difusos como ocurre en la corteza renal.
Cuando el plasma entra desde el córtex en la médula, es un fluido isotónico. Sin embargo, a medida que desciende por la médula, las marcadas diferencias en osmolaridad y composición del plasma y del fluido intersticial produce una difusión de los solutos (el NaCl y la urea) hacia el interior de los capilares, y del agua desde los capilares hacia el intersticio. Si este proceso continuara, la hipertonicidad de la médula desaparecería rápidamente. Para evitar que esto ocurra, el flujo de sangre a través de los vasa recta transcurre lentamente. Al final de la parte descendente, el plasma es hipertónico, pero durante su recorrido por la parte ascendente, el plasma vuelve hacia el córtex, y los flujos de solutos y agua se invierten: el NaCl y la urea se secretan hacia el intersticio, mientras que el agua se reabsorbe hacia la sangre. Como consecuencia, el gradiente de concentración medular se mantiene. Este mecanismo se denomina frecuentemente intercambio por contracorriente.
El mantenimiento de este gradiente de concentración es uno de los componentes responsables de la capacidad del riñón de producir una orina concentrada.

## Nomenclatura
De acuerdo con la Terminología Anatómica , el término vasa recta renis es un nombre alternativo para arteriolae rectae renis, y un término diferente, venulae rectae renis, se utiliza para identificar la porción venosa.
Sin embargo, otras fuentes consideran que los vasa recta renis se refieren tanto a las porciones arteriales como a las venosas.
El término renis se omite a menudo, pero existen otras dos estructuras con el mismo nombre:
- vasa recta (intestino): (en el íleon y en el yeyuno)
- las porciones rectas de los túbulos seminíferos, aunque estos se denominan frecuentemente tubuli recti.

## Patología
El lento flujo de sangre en los vasa recta les convierte en una localización probable de trombosis en estados hipercoagulables, o en caso de pérdida de tejidos debido a la deformidad de los eritrocitos en la anemia de células falciformes. La isquemia que se produce como consecuencia puede generar una necrosis papilar renal.